# سونات ویولن
سونات ویولن (به انگلیسی: violin sonata، به فرانسوی: sonate pour violon) نام کلیِ هریک از قطعه‌های موسیقی در فرم سونات، ساخته‌شده در موسیقی کلاسیک، برای سازِ ویولن همراه با یک ساز شستی‌دار (عموماً پیانو) است و معمولاً از سه یا چهار موومان تشکیل شده‌است.
سونات ویولن از یک فرم سادهٔ باروک به قالبی استاندارد و پیچیده در موسیقی دورهٔ کلاسیک تکامل یافت. از موسیقی دورهٔ رمانتیک به‌بعد، برخی آهنگسازان، مرزهای این فرم را، هم نسبت به دورهٔ کلاسیک و هم از لحاظ چگونگی استفاده از سازها، متحول کرده‌اند.

## سونات ویولن اولیه
در سونات‌های ویولن اولیه، یک ساز باس و هارپسیکورد، یک خط باس ساده (continuo) را با دوبرابر نواختنِ خط باس توسط هارپسیکورد تشکیل می‌داد. کار به شیوهٔ کنترپوان بود و فاقدِ فرم ثابت بود. گئورگ فیلیپ تیلمان و همچنین یوهان سباستیان باخ سونات‌های این‌چنینیِ فراوانی نوشتند. بعدها، باخ سونات‌هایی برای هارپسیکوردِ اوبلیگاتو ساخت که در آن‌ها، سازِ شستی‌دار تنها به تعقیبِ خط باس محدود نبود.

## فرم کلاسیکِ سونات ویولن

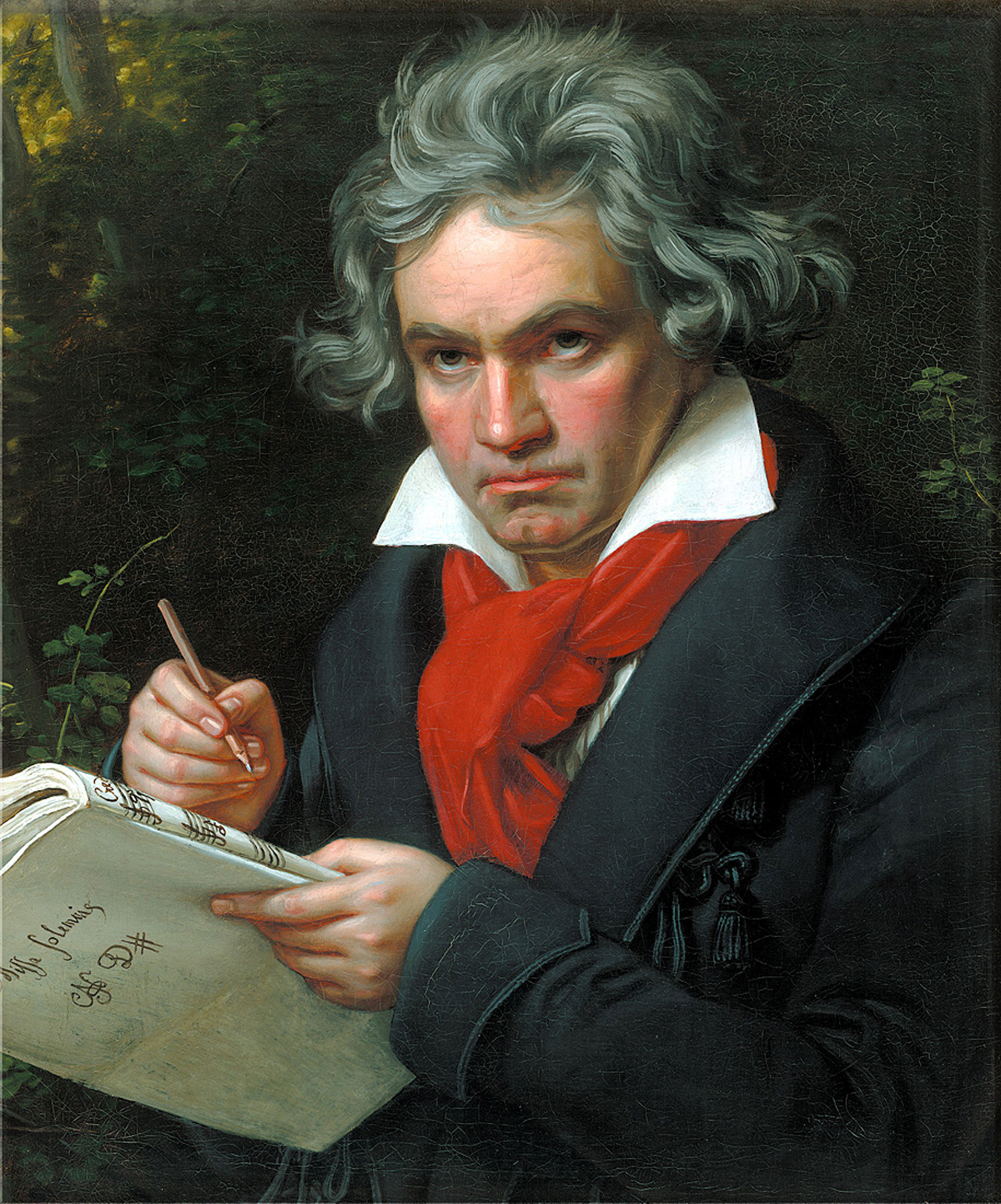
سونات کرویتزِ بتهوون از سونات‌های ویولنِ بسیار معروف است که در جاهای مختلفِ دنیا به‌طور مرتب اجرا می‌شود.

ولفگانگ آمادئوس موتسارت نقش عمده‌ای در تکاملِ سونات ویولن داشت و آثار فراوانی در این فرم نوشت؛ چنان‌که (در توسعهٔ رپرتوار سوناتای ویولن کلاسیک) دست‌کم ۳۶ سونات ویولنِ کشف‌ شده از موتسارت باقی مانده‌است.  بیشترِ سونات‌های ویولنِ موتسارت دو موومان دارد که عموماً یکی از آن‌ها تند و در فرم سونات و دیگری آهسته و در قالب‌های گوناگون است. او در سونات‌های پایانی‌اش موومانِ سومی نیز به این فرم افزود که با تندای «تند» و در قالب‌های گوناگون است. چندین سونات ویولنِ موتسارت دارای یک موومان در فرم زمینهٔ موسیقایی (تِم) و واریاسیون است.
بتهوون در مجموع، ۱۰ سونات ویولن نوشت. سونات‌های او، هم از نظر سبک و هم از لحاظ پیچیدگی، به اوجِ بلوغ و پختگی رسید. سونات شماره ۹ او، که به نام کرویتزر معروف است، از آثارِ شدیداً پیچیده و نامتعارف است. این سونات بسیار سخت‌گیرانه و استادانه تصنیف شده و اجرای آن، به‌طور معمول، ۴۰ دقیقه به‌طول می‌انجامد.

## فرم نوینِ سونات ویولن
آلفرد اشنیتکه (۱۹۳۴–۱۹۹۸)، با تکنیکِ چندسبکی، و هانس ورنر هنتسه (۱۹۲۶–۲۰۱۲) از آهنگسازان مدرنی به‌شمار می‌روند که هم تحولاتی رادیکال در شیوهٔ کلاسیکِ این فرم اِعمال کردند و هم اصلاحاتی در فن اجرای آن به دست دادند.